# Torfou (Maine-et-Loire)
Torfou korábbi község Franciaország Loire mente régiójában, Maine-et-Loire megyében. 2015. december 15-én kilenc másik korábbi községgel egyesült és Sèvremoine új község része lett.
Lakosainak száma 2284 fő (2018. január 1.). Torfou Roussay, Boussay, Le Longeron, Montfaucon-Montigné, La Romagne, La Bruffière és Tiffauges községekkel határos.

## Népesség
A település népessége az elmúlt években az alábbi módon változott:
| Lakosok száma | 2093 | 2077 | 1981 | 1958 | 1923 | 2067 | 2103 | 2130 | 2224 | 2284 |
|               | 1962 | 1968 | 1982 | 1990 | 1999 | 2008 | 2011 | 2013 | 2017 | 2018 |